# Goudnektangare
De goudnektangare (Chalcothraupis ruficervix synoniem: Tangara ruficervix) is een zangvogel uit de familie Thraupidae (tangaren). 

## Verspreiding en leefgebied
Deze soort telt 6 ondersoorten:
- C. r. ruficervix: Colombia.
- C. r. leucotis: westelijk Ecuador.
- C. r. taylori: zuidoostelijk Colombia, oostelijk Ecuador en noordelijk Peru.
- C. r. amabilis: van noordelijk tot centraal Peru.
- C. r. inca: zuidelijk Peru.
- C. r. fulvicervix: zuidoostelijk Peru en westelijk Bolivia.